# قائمة الأفلام المصرية سنة 1968
هذه قائمة بالأفلام المصرية لسنة 1968 مرتبة أبجديا

## 1968
- حواء والقرد
- أرض النفاق
- الحب الكبير
- الرجل الذي فقد ظله
- السيرك
- القضية 68
- شنبو في المصيدة
- شهر العسل بدون إزعاج
- عفريت مراتي
- قنديل أم هاشم
- مطاردة غرامية
- نفوس حائرة